# Теребовля (станція)
Теребовля(також — Трембовля) — залізнична станція Тернопільської дирекції Львівської залізниці на лінії Тернопіль — Біла-Чортківська. Розташована у місті Теребовля Тернопільського району Тернопільської області. Відстань до Тернополя — 36 км, до Києва — 566 км. У напрямку Тернополя наступним є пасажирський зупинний пункт Кровинка, а в напрямку Чернівців — залізнична станція Деренівка (біля однойменного села).
Станція розташована в центрі міста Теребовлі, вокзал перебуває з правого боку від залізничної колії, якщо рухатися у напрямку Чернівців. З двох боків станції є два регульовані залізничні переїзди. Через переїзд із північного боку проходить вулиця Тараса Шевченка, яка є частиною автошляху у напрямку Сатанова.

## Історія
Історія станції починається ще за часів австрійського періоду, коли 1896 року через Теребовлю було прокладено залізничну колію Тернопіль — Копичинці, що була частиною Галицької залізниці Львів — Чернівці. Будівництво дільниці залізниці до Копичинців було завершено 25 листопада 1896 року.
Через особливості рельєфу виникла необхідність для будівництва залізничних мостів. Зокрема, ще з австрійських часів залишилися 4 мости і віадуки. Перший віадук знаходиться біля села Кровинка, над яром, біля якого було знайдене давнє городище. Далі ділянка мосту проходить над автомобільною трасою до Тернополя. Наступним є міст через річку Гнізна, на якому ще зберігся геодезичний знак австрійських часів. Центральний бик цього мосту був підірваний 1941 року і відбудований німцями. Останній віадук проходить над глибоким яром за Теребовлею, біля села Плебанівка.
У міжвоєнний період, коли Західна Україна була у складі Другої Речі Посполитої, поїзд від Тернополя до Теребовлі йшов 2 години, а квитки коштували 1 або 1,5 злотих. На вокзалі був заклад харчування, орієнтований на пасажирів залізниці. Також поблизу знаходився готель Фішера. Його будівля розташовувалася поблизу вокзалу, на повороті з вулиці Залізничної (нині — вул. Привокзальна) на вул. Софії Хшановської (нині — вул. Князя Василька) в сторону села Плебанівка.
Після Другої світової війни саме місто було перейменоване з Трембовля на Теребовля, проте стара назва станції залишалася до часів Незалежності України. Нині використовуються обидві назви станції.

## Пасажирське сполучення
На станції Теребовля зупиняються поїзди далекого та приміського сполучення.
| Рух поїздів по станції Теребовля |              |                      |                          |
| №                                | Назва поїзда | Маршрут сполучення   | Періодичність курсування |
| Далеке сполучення                |              |                      |                          |
| 274/273                          |              | Одеса — Чернівці     | Сезонний                 |
| 357/358                          | «Гуцульщина» | Київ — Рахів         | Щоденно                  |
| Приміське сполучення             |              |                      |                          |
| 6270/6277                        |              | Тернопіль — Заліщики | Щоденно (1 пара)         |

До 6 червня 2014 року через станцію прямував потяг «Буковина», який з 7 червня 2014 року курсує через Кам'янець-Подільський та Молдову, тому як компроміс був призначений поїзд «Гуцульщина» Київ-Пасажирський — Рахів.
На станції Заліщики та Стефанешти можна пересісти на дизель-поїзд сполученням Заліщики — Коломия та Стефанешти — Чернівці.
| Раніше курсували поїзди далекого сполучення через станцію Теребовля |                    |                              | |
| №                                                                   | Назва поїзда       | Маршрут сполучення           | Примітки |
| 059/060                                                             | «Болгарія-експрес» | Москва — Софія               | До 2014 року змінено маршрут руху через станцію Львів                                                                                            |
| 117/118                                                             | «Буковина»         | Чернівці — Київ              | Змінено маршрут руху через станцію Ларга |
| 135/136                                                             | «Чорномор»         | Одеса — Чернівці             | Призначався зміненим маршрутом у зв'язку із ремонтними роботами. Раніше курсував під № 352/351. Пізніше змінено маршрут руху через станцію Львів |
| 335/336                                                             |                    | Івано-Франківськ — Одеса     | Скасований через низький пасажиропотік |
| 349/350                                                             |                    | Івано-Франківськ — Харків    | Скорочений до станції Тернопіль. В складі поїзда кусував вагон безпересадкового сполучення до Донецька                                           |
| 675/676                                                             |                    | Івано-Франківськ — Шепетівка | Скасований через низький пасажиропотік |

## Цікаві факти
- Другий поверх вокзалу використовується як житло для сімей залізничників.
- Тернополяни часто брали квитки до Києва від Теребовлі, але зараз це не так актуально, бо продаж у декілька вагонів відкрили від Тернополя.
- На квитках і на сайті booking.uz.gov.ua, де продаються квитки через інтернет, вже пишуть так як називається місто Теребовля.

## Галерея

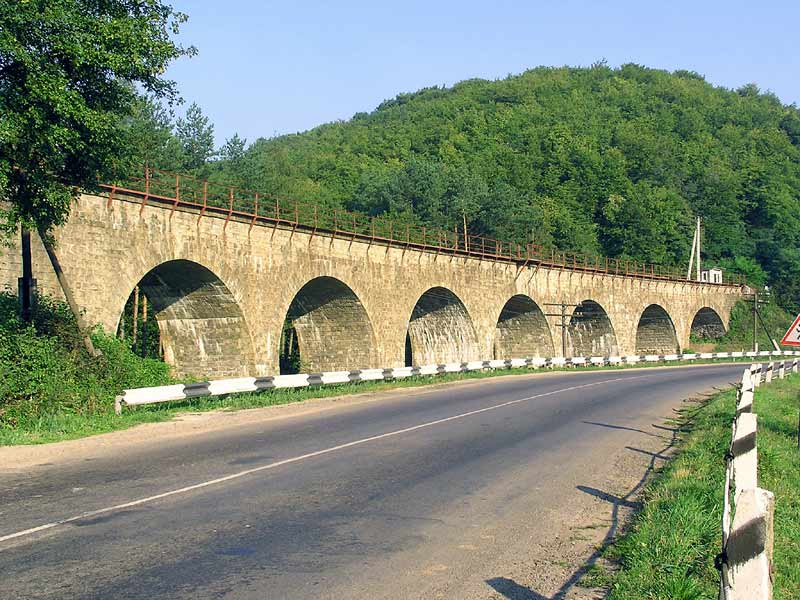
Віадук біля села Кровинка
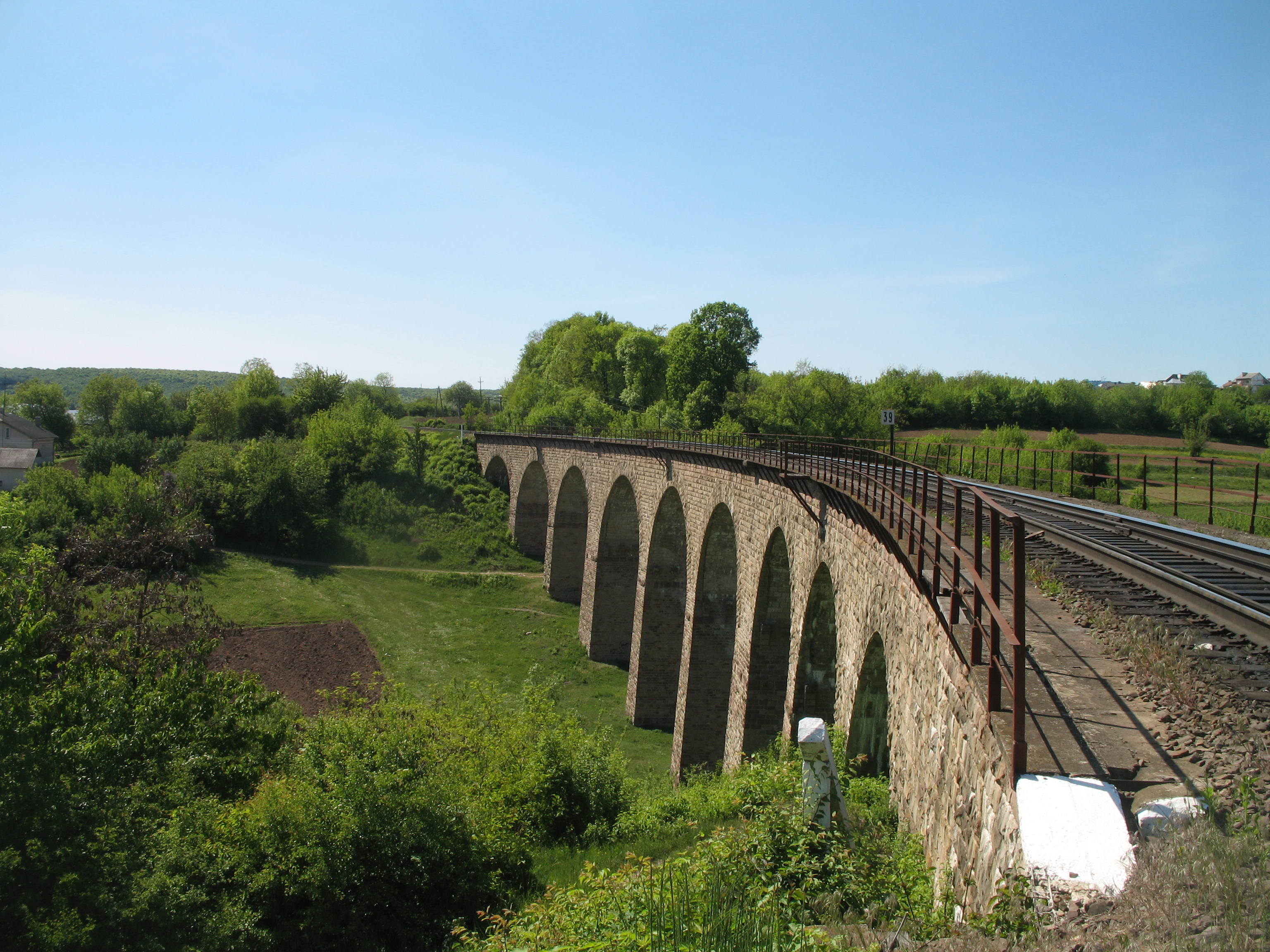
Віадук біля Плебанівки
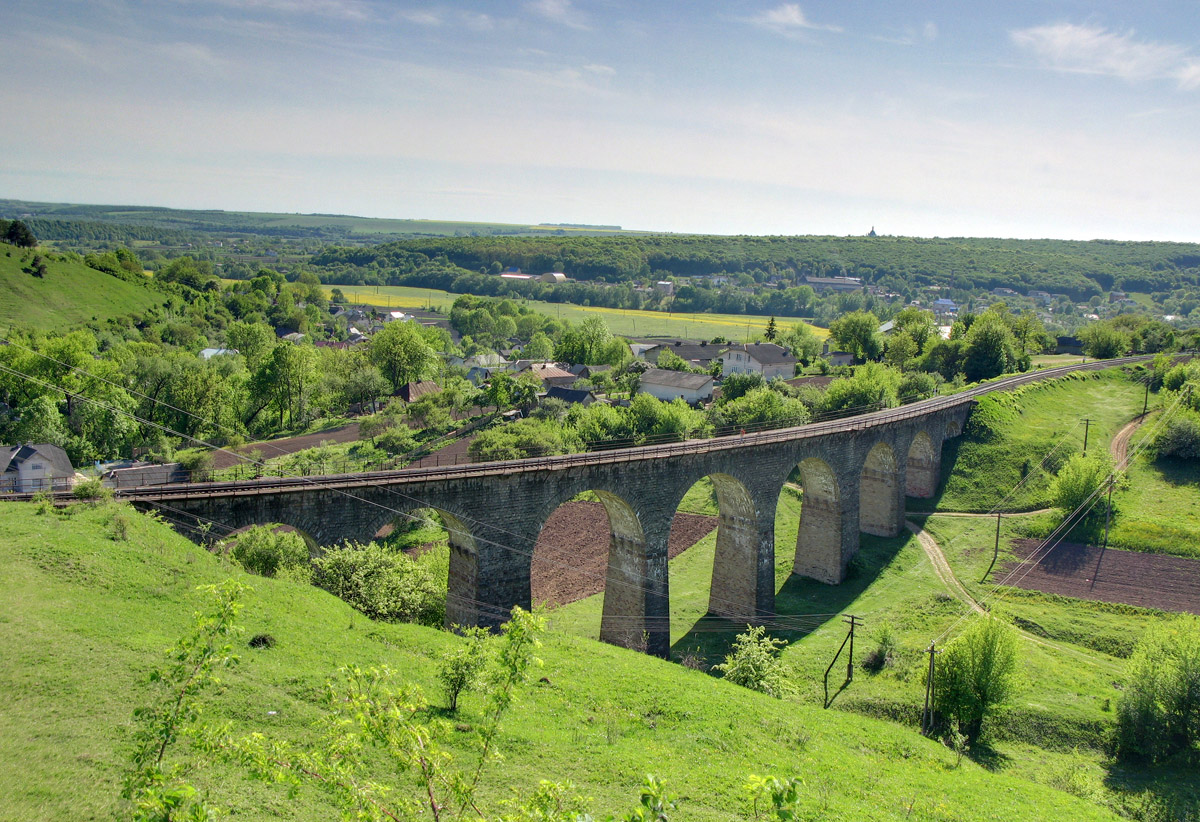
Віадук біля Плебанівки